# Rokautskyia scaposa
Rokautskyia scaposa é uma espécie de planta do gênero Rokautskyia e da família Bromeliaceae. 

## Taxonomia
A espécie foi descrita em 2017 por Sascha Heller, Georg Zizka e Elton Martinez Carvalho Leme. 
Os seguintes sinônimos já foram catalogados:  
- Cryptanthus scaposus  E.Pereira
- Cryptanthus scaposus kautskyanus  E.Pereira

## Forma de vida
É uma espécie rupícola e herbácea. 

## Descrição
| Caule            | Caule                                          |
| ---------------- | ---------------------------------------------- |
| planta           | acaulescente                                   |
| Folha            |                                                |
| folha            | em roseta na base da planta/linear             |
| bainha foliar    | 2                                              |
| Inflorescência   |                                                |
| inflorescência   | exserta acima das folha/pseudo escapo presente |
| bráctea primária | 2                                              |
| Flor             |                                                |
| flor             | 2                                              |

## Conservação
A espécie faz parte da Lista Vermelha das espécies ameaçadas do estado do Espírito Santo, no sudeste do Brasil. A lista foi publicada em 13 de junho de 2005 por intermédio do decreto estadual nº 1.499-R. 

## Distribuição
A espécie é encontrada no estado brasileiro de Espírito Santo. 
A espécie é encontrada no domínio fitogeográfico de Mata Atlântica, em regiões com vegetação de floresta ombrófila pluvial.